# Reto Müller (Politiker)

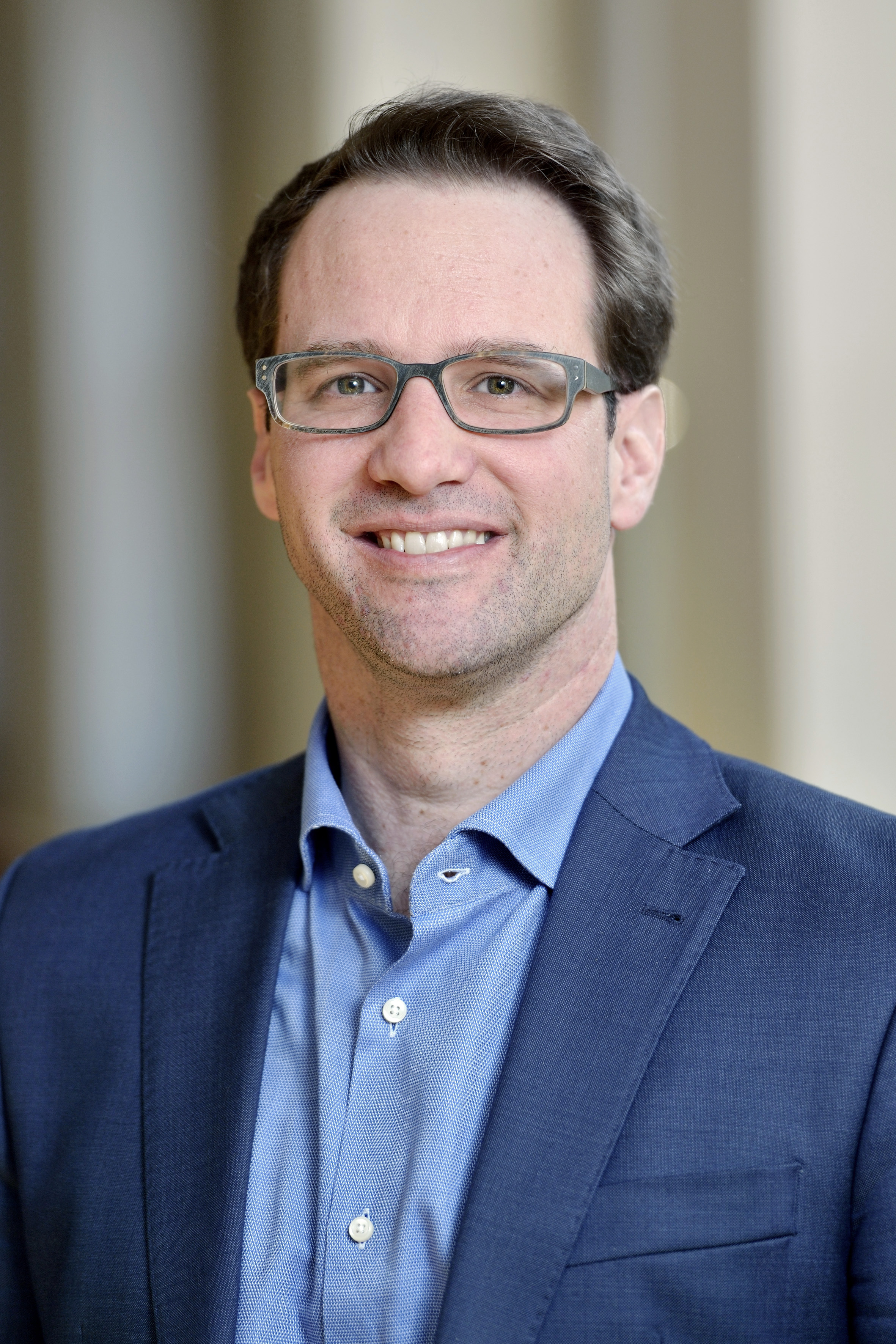
Reto Müller (2016)

Reto Müller (* 18. Juli 1978 in Langenthal) ist ein Schweizer Politiker (SP).

## Leben

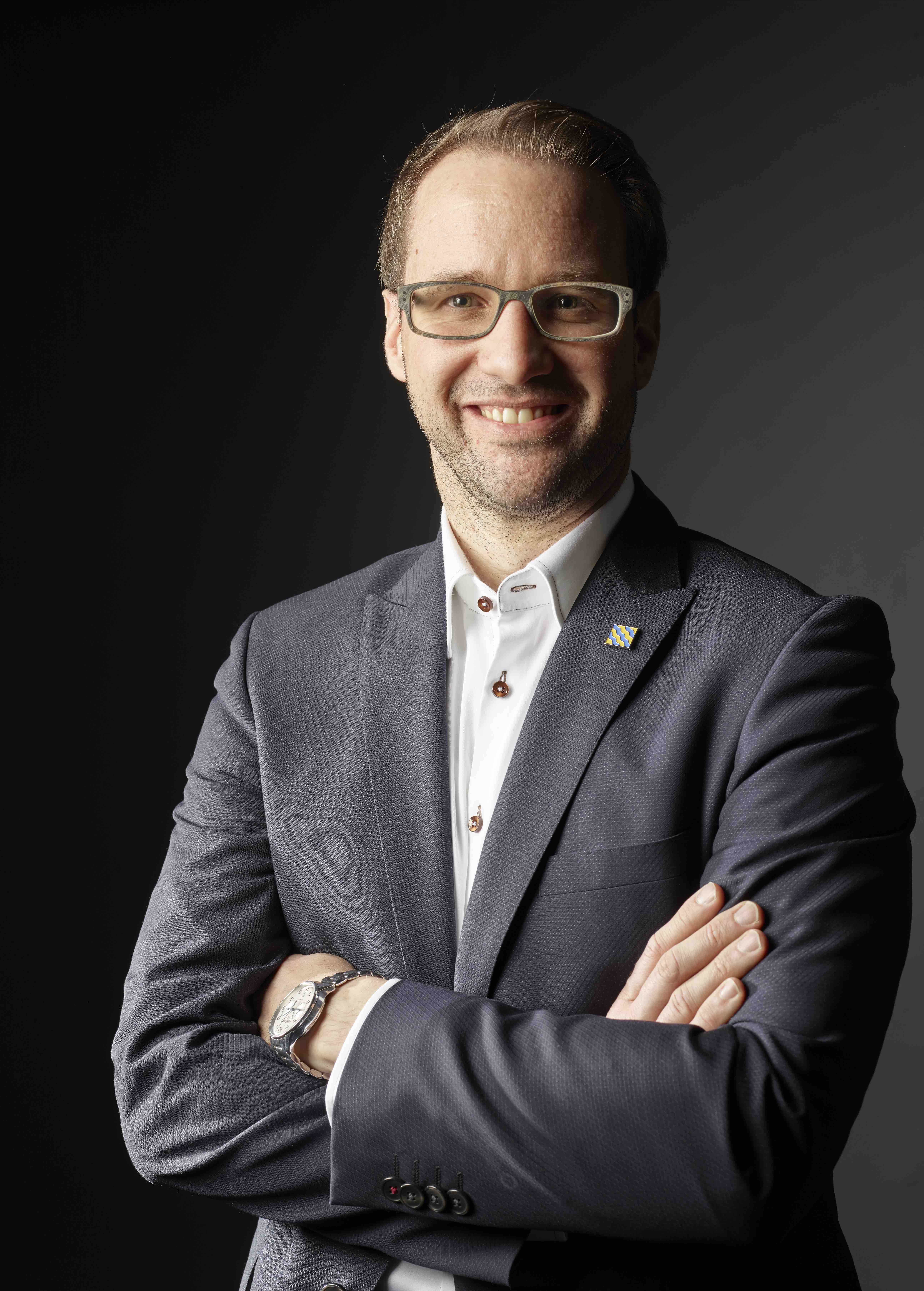
Reto Müller (2016)

Müller wuchs in Thunstetten-Bützberg und Langenthal auf. Von 1995 bis 2000 besuchte er das staatliche Lehrerinnen- und Lehrerseminar in Langenthal, zwischen 2004 und 2006 fügte er ein Nachdiplomstudium für Reallehrkräfte an der Universität Bern und Pädagogischen Hochschule Bern an. Während 12 Jahren arbeitete er als Reallehrer in Bützberg. Später war er 4 Jahre als wissenschaftlicher Mitarbeiter am Institut für Weiterbildung und Medienbildung der Pädagogischen Hochschule Bern tätig. Derzeit ist er Stadtpräsident von Langenthal und Grossrat im Kanton Bern.
2013 heiratete er die SP-Politikerin Priska Grütter, die heute Leiterin eines Kinder- und Jugendheims ist. Das Paar hat drei Kinder.

## Politik
2008 wurde Reto Müller als jüngster Stadtratspräsident in der Geschichte Langenthals vereidigt. 2009 wechselte er in den Gemeinderat von Langenthal, wo er derzeit als Präsident amtet. Im März 2013 erbte Müller den Sitz von Nadine Masshardt, welche in den Nationalrat wechselte im Grossen Rat des Kantons Bern. Bei den Grossratswahlen des Kantons Bern 2014 wurde Müller wiedergewählt. Von 2014 bis Ende 2016 war er Mitglied der Gesundheits- und Sozialkommission des Kantons Bern. Seit 24. Januar 2017 ist er Mitglied in der kantonalen Bau- und Planungskommission.
Für die Langenthaler Stadtwahlen vom 25. September 2016 wurde Reto Müller am 4. März 2016 von einem breit abgestützten, überparteilichen Bürgerinnen- & Bürgerkomitee sowie durch die Parteien EVP, GLP, Grüne, JUSO & SP als Kandidat für das Stadtpräsidium nominiert. Im ersten Wahlgang vom 25. September 2016 erreichte er das beste Ergebnis der drei Kandidaten, verfehlte das absolute Mehr aber knapp. Am 16. Oktober 2016 wurde er im zweiten Wahlgang als Stadtpräsident von Langenthal gewählt.
Für die Wahlen 2026 wurde er von seiner Partei für den Sitz des zurücktretenden Christoph Ammann in der Berner Kantonsregierung nominiert.